# إدموند بروك الكسندر
إدموند بروك الكسندر (بالإنجليزية: Edmund Brooke Alexander)‏ هو ضابط أمريكي، ولد في 6 أكتوبر 1802 في هايماركت في الولايات المتحدة، وتوفي في 3 يناير 1888 في واشنطن العاصمة في الولايات المتحدة.